# Live Evolution
Live Evolution es un álbum en directo del 2001 por la banda norteamericana del metal progresivo, Queensrÿche, publicado por Sanctuary Records y grabado en Seattle.

## Lista de canciones
Disco 1
1. "NM 156"
2. "Walk in the Shadows"
3. "Roads to Madness"
4. "The Lady Wore Black"
5. "London"
6. "Screaming in Digital"
7. "Take Hold of the Flame"
8. "Queen of the Reich"
9. "I Remember Now"
10. "Revolution Calling"
11. "Spreading the Disease"
12. "Electric Requiem"
13. "Spreading the Disease (Parte II)"
14. "The Mission"
15. "Suite Sister Mary"
16. "I Don't Believe in Love"
17. "Eyes of a Stranger"

Disco 2
1. "I Am I"
2. "Damaged"
3. "Empire"
4. "Silent Lucidity"
5. "Another Rainy Night"
6. "Jet City Woman"
7. "Liquid Sky"
8. "Sacred Ground"
9. "Falling Down"
10. "Hit the Black"
11. "Breakdown"
12. "The Right Side of My Mind"

- Datos: Q1758952